# Sainte-Croix-Vallée-Française
Sainte-Croix-Vallée-Française este o comună în departamentul Lozère din sudul Franței. În 2009 avea o populație de 311 de locuitori.

## Evoluția populației
| An        | 1975 | 1982 | 1990 | 1999 | 2006 | 2009 |
| --------- | ---- | ---- | ---- | ---- | ---- | ---- |
| Populație | 299  | 307  | 312  | 279  | 305  | 311  |